# Gegants de Solsona
Els Gegants són quatre elements del folklore de Solsona.
La primera referència sobre els gegants és de 1675, quan va aparèixer una primera parella. La segona parella arribaria l'any 1727, amb motiu de la translació de la imatge de la Mare de Déu del Claustre. És poc comú que les ciutats es dotessin tan aviat d'un conjunt de gegants tan nombrós en una mateixa festa.
Dels gegants de Solsona cal destacar la seva evolució. Les figures femenines han anat adaptant la seva imatge als canvis, com en la major part de poblacions catalanes, per tal de mostrar la moda de cada temps; no va ser fins a l'any 1935 que van començar a vestir de forma medieval. Quant a les figures masculines, cal dir que han mantingut sempre les seves pròpies característiques, de noble, el gegant jove, i de guerrer, el gegant vell.
Les imatges actuals dels quatre gegants són construïdes per Manel Casserras i Boix, entre els anys 1959 i 1966. Durant aquests anys Casserras també va recuperar uns altres dels gegants més emblemàtics de Catalunya, els gegants del Pi de Barcelona.
Precisament aquest darrer és, juntament amb el drac, l'element per antonomàsia de la Festa Major de Solsona. Ho destaca el fet que, tot i haver hagut de canviar la peça per diverses raons, la població solsonina no ha acceptat que canviés d'aspecte i, si observem el gegant vell del segle xix i el de 1959, les diferències són poques. S'ha exigit sempre uns requisits estètics i simbòlics que l'identifiquen.

## Cronologia

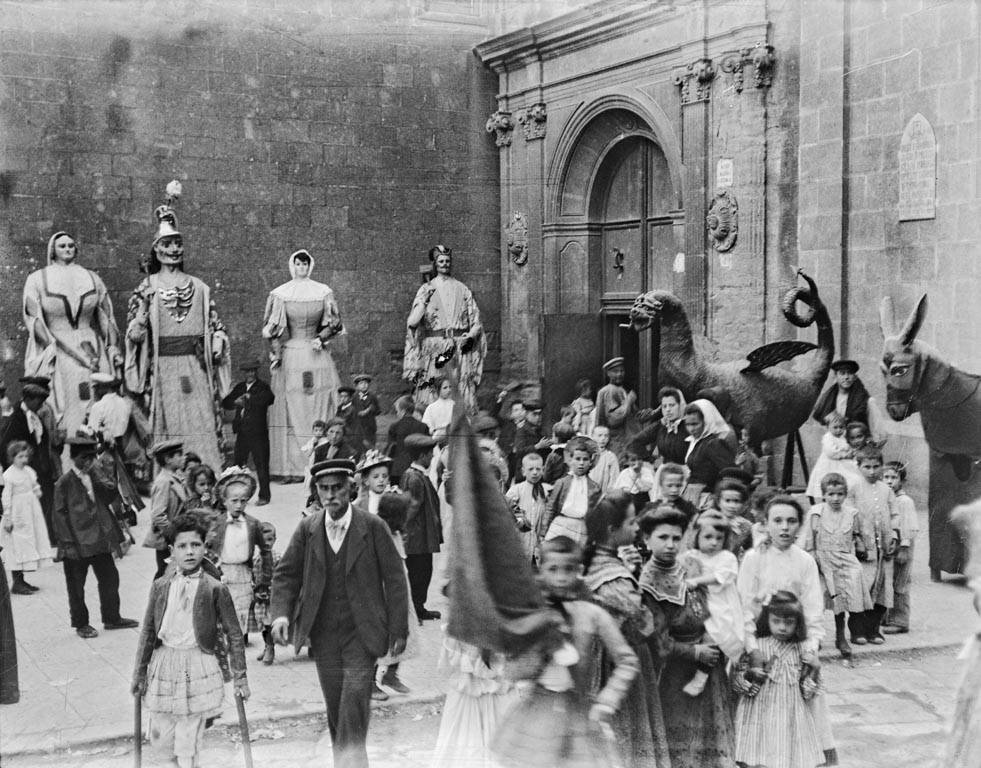
En una imatge de 1920

- 1675 Primera referència de la primera parella
- 1727 Referència de la segona parella
- 1935 Vestimenta medieval
- 1939 Els Gegants es cremen
- 1940 Gegants construïts per la casa "Bolsera" de Barcelona
- 1956 S'estrenen els Gegants Vells, també es fa nou el cap del Gegant Jove i du el vestit que fins al moment havia dut el Gegant Vell. La Geganta Jove estrena vestit nou.
- 1959 Manel Casserras i Boix construeix els Gegants Vells que hi ha actualment. També surt per primer cop una parella de Gegantons de propietat de l'Ajuntament amb els Gegants de la Festa Major.
- 1961 El Gegant Jove es fa de nou per Casserras, canviant la porra que duia per un petit ceptre.
- 1966 Nova Geganta Jove també de Casserras. Els Gegantons de l'Ajuntament acompanyen per darrer any als Gegants grans.
- 1985 Restauració a fons dels Gegants i estrena de vestits.
- 2015 Estrena del actuals vestits